# Rudi Vogt
Rudolf „Rudi“ Vogt (* 19. Januar 1933 in München; † 25. September 2018 in Garmisch-Partenkirchen) war ein deutscher Basketballnationalspieler.

## Laufbahn
Vogt trieb Leichtathletik und wurde 1951 Deutscher Jugendmeister im Fünfkampf. Später errang er noch den Titel des bayerischen Meisters im Hochsprung und war auch ein begabter Sprinter, der die 100 Meter in einer Bestzeit von 10,9 Sekunden zurücklegte.
Beim MTV spielte Vogt darüber hinaus Basketball, 1952 wechselte er zum FC Bayern München und wurde Ende des Jahres 1952 erstmals in die deutsche Basketballnationalmannschaft berufen. Er kam bis 1957 zu insgesamt 30 Länderspieleinsätzen und nahm an den Europameisterschaften 1955 und 1957 teil.
1954 und 1955 gewann der 1,78 Meter große Vogt mit dem FC Bayern die deutsche Meisterschaft. Er spielte bis 1966 für die Münchner.
Später war Vogt, der beruflich als Versicherungskaufmann tätig war, erst Schatzmeister und dann Vorsitzender des SC Riessersee. In seine dortige Amtszeit als Präsident fiel auch der Gewinn der deutschen Eishockey-Meisterschaft im Jahr 1981. 1992 leitete er das Organisationskomitee der Curling-Weltmeisterschaften der Damen und Herren in Garmisch-Partenkirchen. Vogt starb 2018 im Alter von 85 Jahren in Garmisch-Partenkirchen.